# جامعة أوروبا الشرقية
جامعة أوروبا الشرقية مؤسسة تعليم عالي أوكرانية، (بالأوكرانية: Східноєвропе́йський університе́т імені Рауфа Аблязова) هي جامعة تقع في تشيركاسي أوبلاست، أوكرانيا. تأسست هذه الجامعة في سنة 1992